# رينيه بينيا
رينيه بينيا هو رسام ومصور كوبي، ولد في 1957 في هافانا في كوبا.